# Hovab de Dvin
Pour les articles homonymes, voir Dvin (homonymie).
Hovab de Dvin ou Dĕwinec‘i (en arménien Յովաբ Դվնեցի ) est Catholicos de l'Église apostolique arménienne de 790 à 791.

## Biographie
Hovab, Joab ou Job est originaire de la ville d’Ostan, située dans la région de Dvin.
Il devient Catholicos à la suite d’Étienne Ier mais il n’assume cette charge que pendant six mois.